# Mistrovství světa v biatlonu 2023 – stíhací závod žen
Stíhací závod žen na Mistrovství světa v biatlonu 2023 se jel v neděli 12. února v oberhofském biatlonovém stadionu Lotto Thüringen Arena am Rennsteig jako druhý individuální ženský závod šampionátu. Start proběhl v 13:25 hodin středoevropského času.
Do závodu se kvalifikovalo 60 nejlepších závodnic z předcházejícího sprintu, startovalo jich však jen 57, když do závodu nenastoupily druhá a třetí žena průběžného pořadí světového poháru Elvira Öbergová kvůli bolesti v krku a Lisa Vittozziová pro nemoc, ani Ukaleq Slettemarková reprezentující Grónsko.
Obhájkyní prvenství byla Norka Tiril Eckhoffová, která do mistrovství nezasáhla, když kvůli zdravotním problémům po prodělání covidu-19 absentovala v celém probíhajícím ročníku světového poháru. Úřadující olympijskou vítězkou z této disciplíny je další Norka Marte Olsbuová Røiselandová, která dojela třetí.
Vítězkou se stala vedoucí celkového pořadí světového poháru Francouzka Julia Simonová, která vybojovala vůbec první individuální titul mistryně světa. Druhé místo obsadila vítězku sprintu Denise Herrmannová-Wicková, třetí místo vybojovala Marte Olsbuová Røiselandová.

## Průběh závodu
V prvních dvou kolech se střídaly ve vedení Němka Denise Herrmannová-Wicková se Švédkou Hannou Öbergovou. Švédka však v dalších kolech udělala po dvou chybách (celkově pět) a pohybovala se až kolem desátého místa. Na čelo se tak dostala Hermannová, kterou dojela do té doby čistě střílející Francouzka Julia Simonová. Němka běžela o něco rychleji, ale na poslední střelbu přijely téměř společně. V ní nezasáhla Hermannová dva terče, zatímco Simonová jen jeden, která tak odjížděla do posledního kola s téměř půlminutovým náskokem, který do cíle udržela. Bronzovou medaili vybojovala Norka Marte Olsbuová Røiselandová, která jediná z dalších tří biatlonistek neudělala při poslední střelbě žádnou chybu.

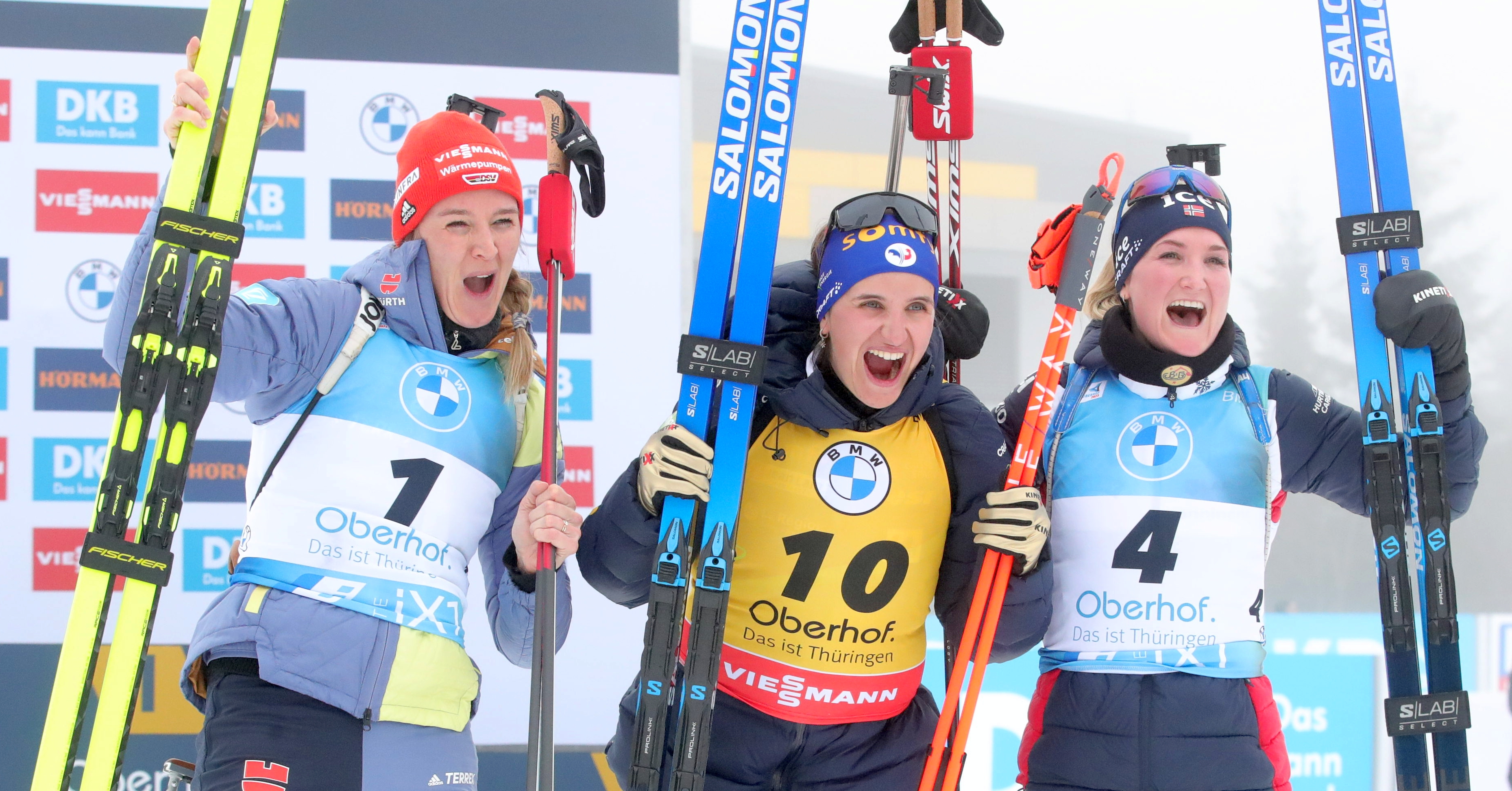
Stupně vítězů – Herrmannová-Wicková, Simonová a Olsbuová Røiselandová

Julia Simonová tak získala vůbec první individuální titul mistryně světa i první takový cenný kov. Herrmannová-Wicková ve stíhacím závodě na mistrovství světa vystoupila na stupně vítězů potřetí, když doplnila zlato z roku 2019 a stříbro z roku 2020. Marte Olsbuová Røiselandová si připsala šestnáctou medaili na mistrovství světa, čímž se dostala v tomto ohledu na šesté místo historických tabulek.
Z českých reprezentantek startovala Markéta Davidová jako šestá. Při první střelbě udělala dvě chyby a propadla se na 19. místo. Na každé další střelbě pak přidala po jednom nezasaženém terči; přesto se pomalu propracovávala dopředu (kvůli mlze se na střelnici hodně chybovalo, když žádná biatlonistka nedokázala zasáhnout všechny terče). V posledním kole však Davidová zpomalila a do cíle dojela na 16. místě. Lépe se dařilo Tereze Voborníkové, která udělala při obou střelbách vleže po jedné chybě. Na poslední střelbu pak přijížděly s Davidovou společně. Voborníková sestřelila všech pět terčů a odjížděla z ní v těsné  skupině pěti závodnic jako sedmá. Tuto pozici udržela až do cíle a vybojovala tak svoje nejlepší umístění na mistrovství světa i ve světovém poháru. „Poslední kolo jsem si chtěla užít, překvapivě jsem měla síly a jelo se mi opravdu dobře,“ radovala se při pozávodním rozhovoru. Lucie Charvátová nezasáhla vleže celkem čtyři terče a udržovala se mezi posledními. Pak udělala už jen dvě chyby, v posledním kole předběhla sedm závodnic a dojela do cíle a 41. místě.

## Výsledky
| Pořadí | č. | závodnice                     | stát        | počáteční ztráta | střelba (L+L+S+S) | čas          | ztráta       |
| --- | -- | ----------------------------- | ----------- | ---------------- | ----------------- | ------------ | ------------ |
| Zlatá medaile | 10 | Julia Simonová (y)            | Francie     | 1:03             | 1 (0+0+0+1)       | 32:00,8      |              |
| Stříbrná medaile | 1  | Denise Herrmannová-Wicková    | Německo     | 0:00             | 4 (1+0+1+2)       | 32:27,8      | +27,0        |
| Bronzová medaile | 4  | Marte Olsbuová Røiselandová   | Norsko      | 0:31             | 3 (1+1+1+0)       | 32:38,5      | +37,7        |
| 4. | 14 | Ingrid Landmark Tandrevoldová | Norsko      | 1:11             | 3 (0+1+1+1)       | 33:01,1      | +1:00,3      |
| 5. | 7  | Sophia Schneiderová           | Německo     | 0:58             | 4 (0+2+0+2)       | 33:09,1      | +1:08,3      |
| 6. | 26 | Lou Jeanmonnotová             | Francie     | 1:35             | 1 (0+0+1+0)       | 33:09,5      | +1:08,7      |
| 7. | 18 | Tereza Voborníková            | Česko       | 1:18             | 2 (1+1+0+0)       | 33:13,7      | +1:12,9      |
| 8. | 17 | Hanna Kebingerová             | Německo     | 1:16             | 2 (1+1+0+0)       | 33:22,3      | +1:21,5      |
| 9. | 27 | Sophie Chauveauová            | Francie     | 1:35             | 3 (0+0+2+1)       | 33:24,4      | +1:23,6      |
| 10. | 3  | Linn Perssonová               | Švédsko     | 0:26             | 3 (0+2+1+0)       | 33:28,1      | +1:27,3      |
| 11. | 19 | Dorothea Wiererová            | Itálie      | 1:25             | 3 (1+1+1+0)       | 33:30,0      | +1:29,2      |
| 12. | 2  | Hanna Öbergová                | Švédsko     | 0:02             | 5 (1+2+2+0)       | 33:33,2      | +1:32,4      |
| 13. | 12 | Juni Arnekleivová             | Norsko      | 1:05             | 2 (0+0+2+0)       | 33:34,5      | +1:33,7      |
| 14. | 29 | Julija Džymová                | Ukrajina    | 1:40             | 1 (0+0+1+0)       | 33:45,7      | +1:44,9      |
| 15. | 22 | Mona Brorssonová              | Švédsko     | 1:31             | 2 (0+0+1+1)       | 34:00,3      | +1:59,5      |
| 16. | 6  | Markéta Davidová              | Česko       | 0:51             | 5 (2+1+1+1)       | 34:00,7      | +1,59,9      |
| 17. | 37 | Karoline Offigstad Knottenová | Norsko      | 1:52             | 1 (0+0+1+0)       | 34:07,5      | +2:06,7      |
| 18. | 9  | Anna Magnussonová             | Švédsko     | 0:59             | 4 (0+2+2+0)       | 34:16,6      | +2:15,8      |
| 19. | 15 | Chloé Chevalierová            | Francie     | 1:12             | 4 (1+1+2+0)       | 34:17,4      | +2:16,6      |
| 20. | 23 | Janina Hettichová-Walzová     | Německo     | 1:33             | 3 (0+0+3+0)       | 34:21,1      | +2:20,3      |
| 21. | 36 | Ragnhild Femsteineviková      | Norsko      | 1:52             | 4 (0+1+2+1)       | 34:34,4      | +2:33,6      |
| 22. | 8  | Polona Klemenčičová           | Slovinsko   | 0:58             | 4 (1+2+1+0)       | 34:44,5      | +2:43,7      |
| 23. | 24 | Anaïs Chevalierová-Bouchetová | Francie     | 1:33             | 5 (1+2+1+1)       | 34:48,4      | +2:47,6      |
| 24. | 35 | Suvi Minkkinenová             | Finsko      | 1:50             | 3 (0+0+2+1)       | 34:56,7      | +2:55,9      |
| 25, | 25 | Paulína Bátovská Fialková     | Slovensko   | 1:34             | 5 (1+3+1+0)       | 35:09,3      | +3:08,5      |
| 26. | 39 | Amy Basergová                 | Švýcarsko   | 2:00             | 2 (1+1+0+0)       | 35:15,4      | +3:14,6      |
| 27. | 13 | Lisa Theresa Hauserová        | Rakousko    | 1:09             | 7 (1+1+2+3)       | 35:24,2      | +3:23,4      |
| 28. | 50 | Elisa Gasparinová             | Švýcarsko   | 2:25             | 3 (0+1+1+1)       | 35:28,0      | +3:27,2      |
| 29. | 49 | Anna Gandlerová               | Rakousko    | 2:24             | 2 (0+1+0+1)       | 35:37,0      | +3:36,2      |
| 30. | 11 | Emma Lunderová                | Kanada      | 1:04             | 7 (1+2+2+2)       | 35:42,6      | +3:41,8      |
| 31. | 31 | Milena Todorovová             | Bulharsko   | 1:45             | 6 (1+2+2+1)       | 35:49,3      | +3:48,5      |
| 32. | 33 | Hannah Auchentallerová        | Itálie      | 1:46             | 5 (2+0+1+2)       | 35:55,8      | +3:55,0      |
| 33. | 28 | Lena Häckiová-Grossová        | Švýcarsko   | 1:40             | 7 (3+2+1+1)       | 36:04,7      | +4:03,9      |
| 34. | 40 | Tuuli Tomingasová             | Estonsko    | 2:02             | 3 (2+0+1+0)       | 36:09,6      | +4:08,8      |
| 35. | 21 | Lotte Lieová                  | Belgie      | 1:31             | 3 (1+2+0+0)       | 36:16,5      | +4:15,7      |
| 36. | 42 | Ida Lienová                   | Norsko      | 2:07             | 7 (2+1+2+2)       | 36:22,3      | +4:21,5      |
| 37. | 48 | Nadia Moserová                | Kanada      | 2:23             | 3 (0+1+1+1)       | 36:25,4      | +4:24,6      |
| 38. | 20 | Aita Gasparinová              | Švýcarsko   | 1:27             | 4 (2+0+0+2)       | 36:28,0      | +4:27,2      |
| 39. | 60 | Susan Külmová                 | Estonsko    | 2:56             | 1 (1+0+0+0)       | 36:31,7      | +4:30,9      |
| 40. | 38 | Maya Cloetensová              | Belgie      | 1:52             | 3 (0+0+2+1)       | 36:37,0      | +4:36,2      |
| 41. | 59 | Lucie Charvátová              | Česko       | 2:55             | 6 (2+2+1+1)       | 36:37,2      | +4:36,4      |
| 42. | 46 | Samuela Comolová              | Itálie      | 2:21             | 5 (0+2+2+1)       | 36:37,2      | +4:36,4      |
| 43. | 45 | Dunja Zdoucová                | Rakousko    | 2:19             | 2 (1+0+1+0)       | 36:38,1      | +4:37,3      |
| 44. | 47 | Ivona Fialková                | Slovensko   | 2:22             | 6 (0+3+2+1)       | 36:41,0      | +4:40,2      |
| 45. | 34 | Rebecca Passlerová            | Itálie      | 1:49             | 6 (2+2+1+1)       | 36:45,7      | +4:44,9      |
| 46. | 41 | Vanessa Voigtová              | Německo     | 2:06             | 5 (2+1+1+1)       | 36:50,5      | +4:49,7      |
| 47. | 32 | Anastasia Tolmachevová        | Rumunsko    | 1:46             | 4 (0+1+0+3)       | 36:53,9      | +4:53,1      |
| 48. | 43 | Olena Bilosjuková             | Ukrajina    | 2:15             | 4 (0+1+1+2)       | 36:57,6      | +4:56,8      |
| 49. | 44 | Anastasija Merkušinová        | Ukrajina    | 2:17             | 2 (1+1+0+0)       | 36:57,9      | +4:57,1      |
| 50. | 51 | Joanna Jakiełová              | Polsko      | 2:28             | 4 (2+0+0+2)       | 37:16,7      | +5:15,9      |
| 51. | 58 | Anamarija Lampičová           | Slovinsko   | 2:47             | 7 (2+0+2+3)       | 37:17,7      | +5:16,9      |
| 52. | 56 | Kamila Żuková                 | Polsko      | 2:44             | 4 (0+3+0+1)       | 37:58,7      | +5:57,9      |
| 53. | 30 | Jekatěrina Avvakumovová       | Jižní Korea | 1:43             | 8 (3+3+2+0)       | 38:01,6      | +6:00,8      |
| 54. | 53 | Gabrielė Leščinskaitėová      | Litva       | 2:36             | 3 (1+0+0+2)       | 38:17,2      | +6:16,4      |
| 55. | 54 | Anna Mąkaová                  | Polsko      | 2:36             | 6 (1+1+1+3)       | 38:26,5      | +6:25,7      |
| 56. | 52 | Natalija Kočerginová          | Litva       | 2:32             | 6 (1+3+1+1)       | 38:27,5      | +6:26,7      |
| 57. | 55 | Deedra Irwinová               | USA         | 2:39             | 5 (3+1+1+0)       | 38:32,4      | +6:31,6      |
| DNS | 5  | Lisa Vittozziová              | Itálie      | 0:46             | nestartovaly      | nestartovaly | nestartovaly |
| DNS | 16 | Elvira Öbergová (rb)          | Švédsko     | 1:14             | nestartovaly      | nestartovaly | nestartovaly |
| DNS | 57 | Ukaleq Slettemarková          | Grónsko     | 2:44             | nestartovaly      | nestartovaly | nestartovaly |
| Zdroj: (y) – vedoucí závodnice hodnocení světového poháru, (rb) – vedoucí závodnice disciplíny a nejlepší závodnice do 25 let |    |                               |             |                  |                   |              |              |

## Další fotografie

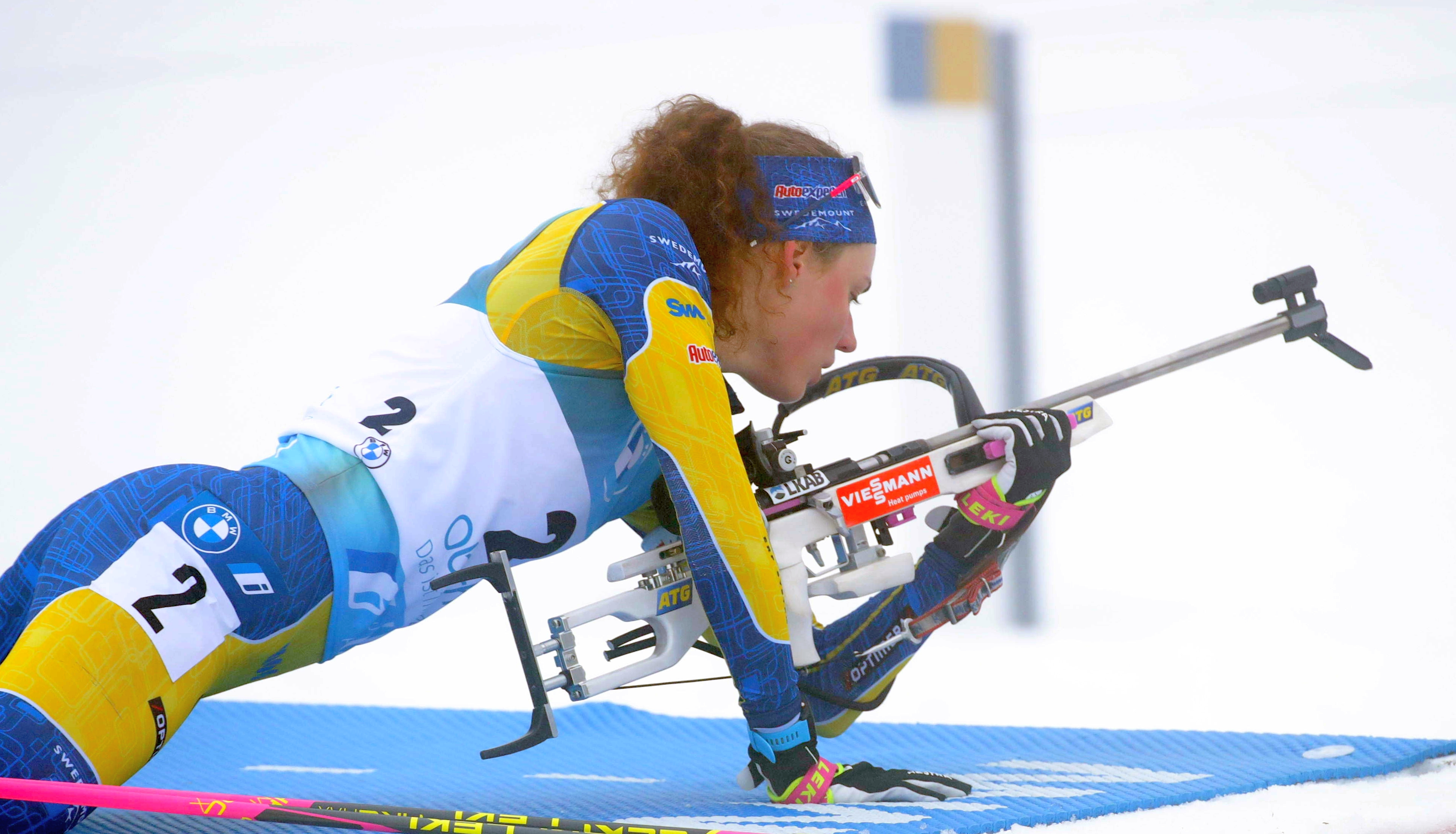
Hanna Öbergová
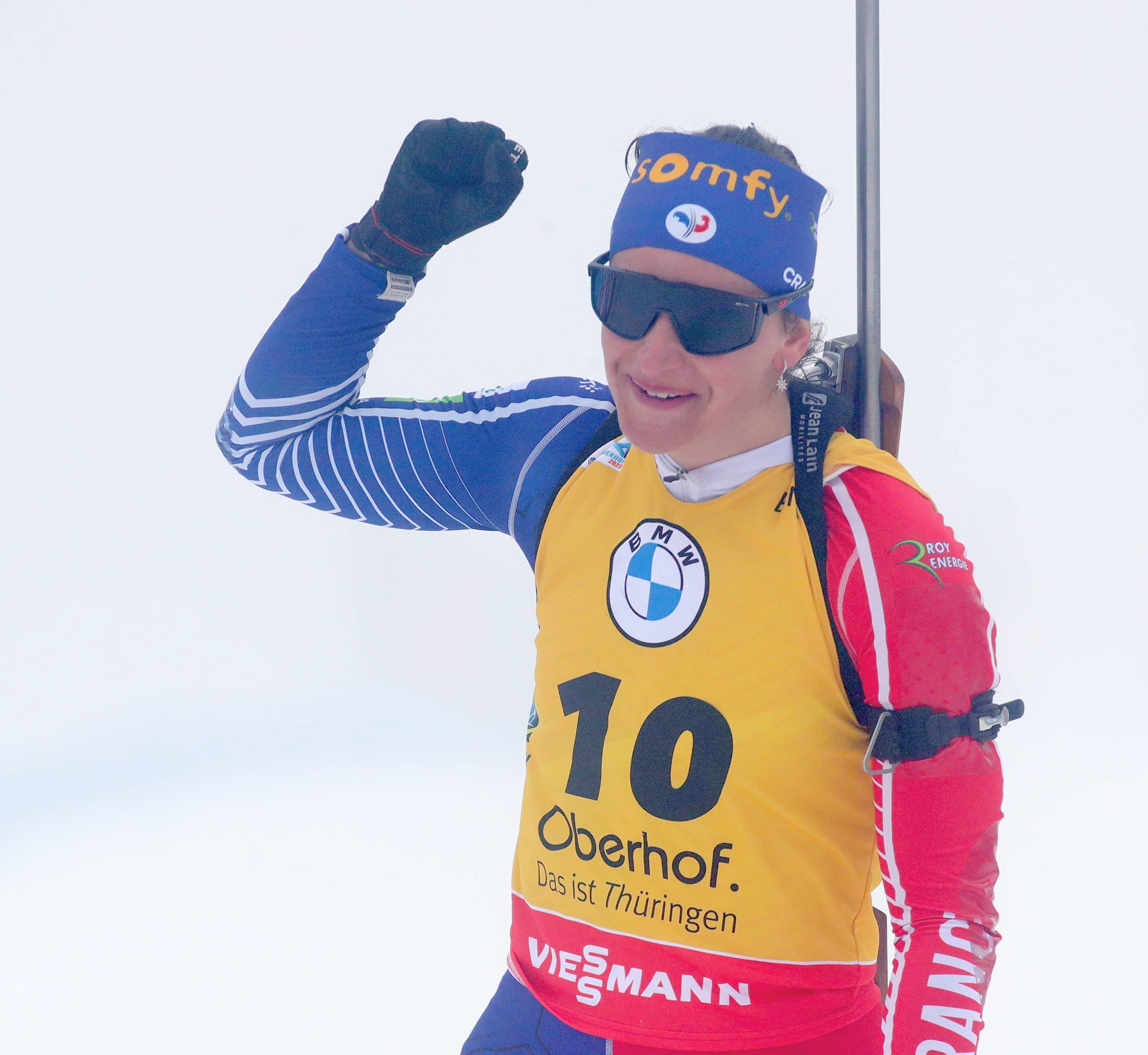
Julia Simonová při dojezdu do cíle
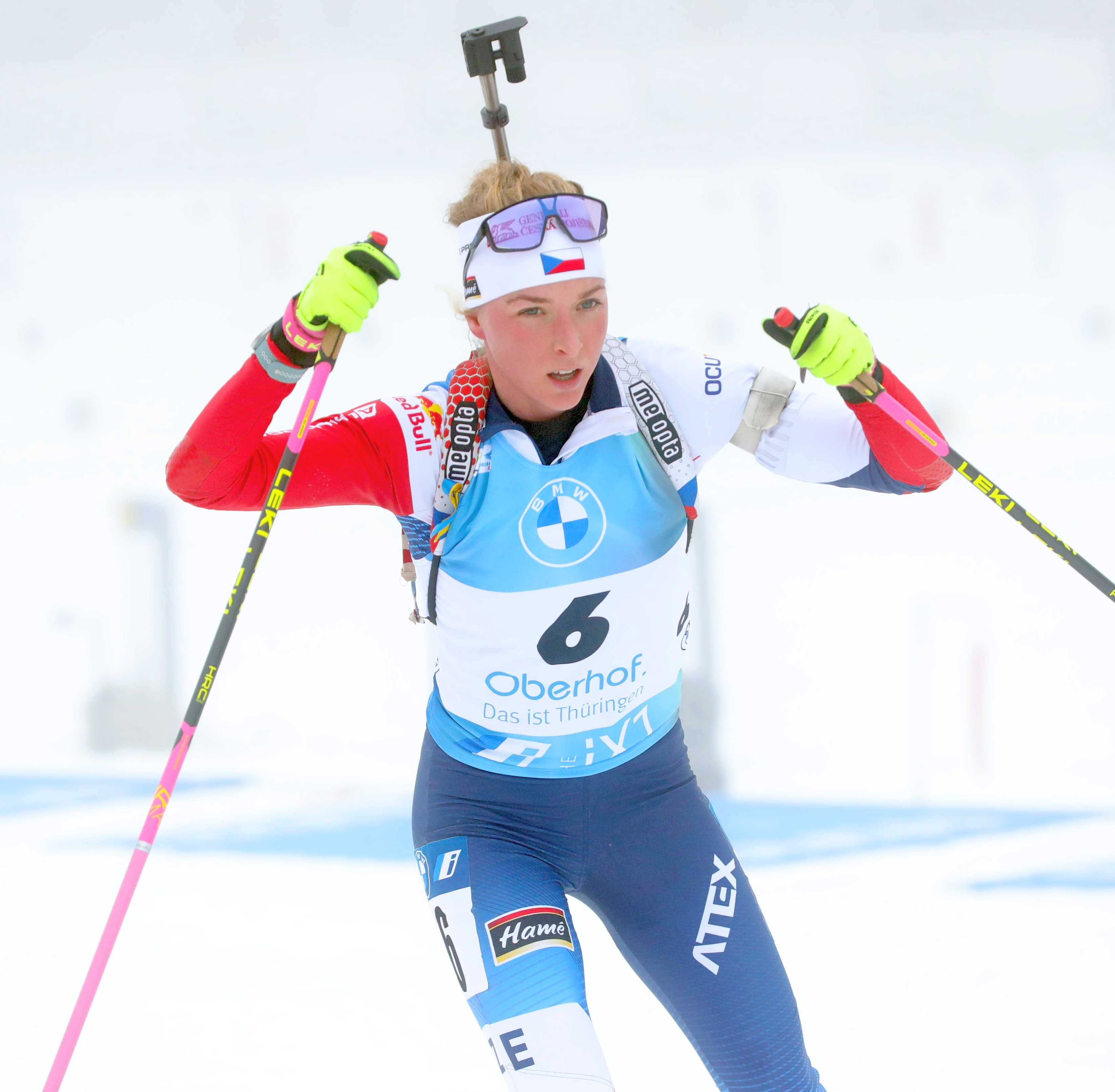
Markéta Davidová po startu
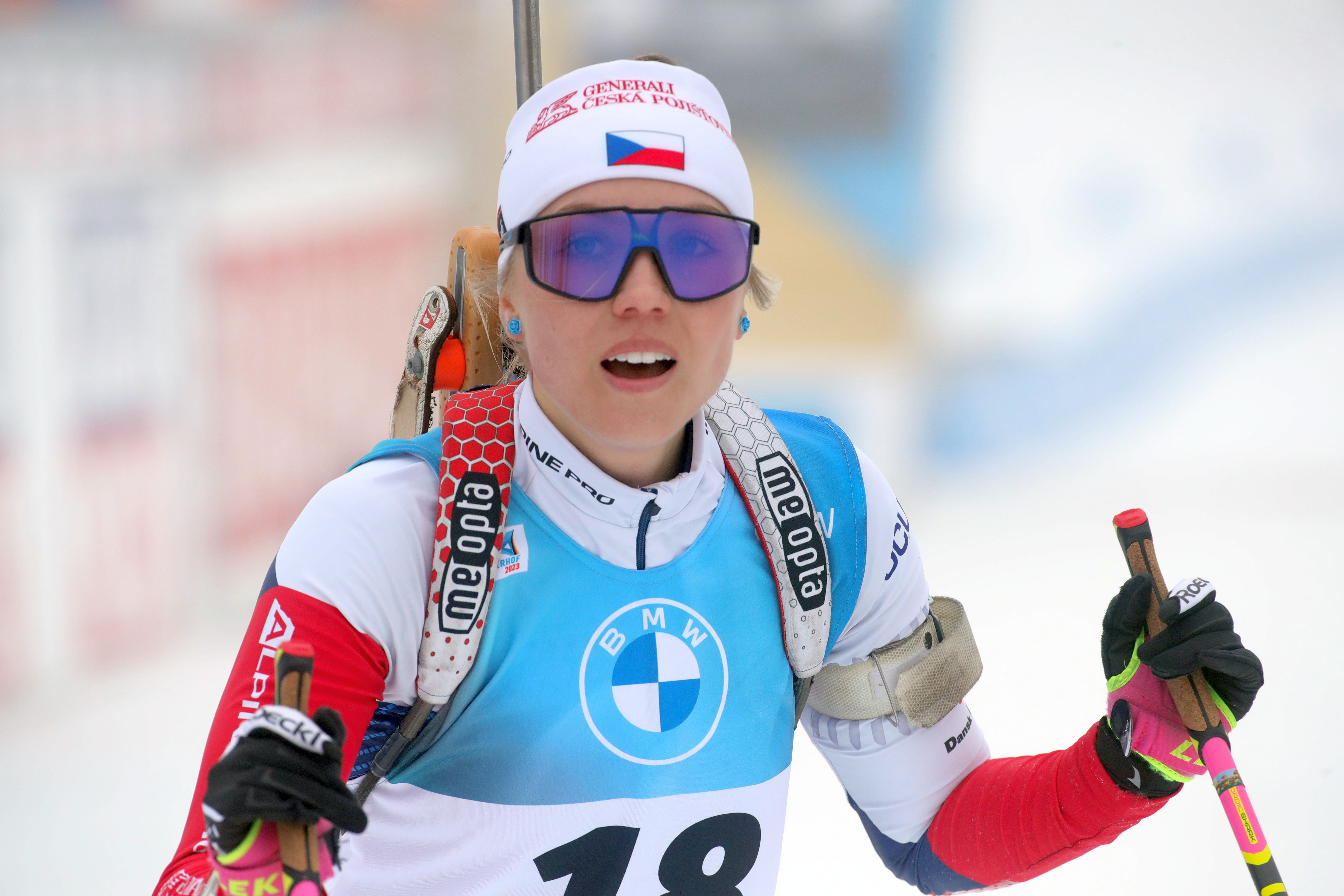
Tereza Voborníková v cíli